# Camel Meriem
Camel Meriem, né le 18 octobre 1979 à Audincourt (Doubs), est un footballeur international français qui évoluait au poste de milieu offensif.
Pur produit du centre de formation du FC Sochaux-Montbéliard, Meriem fait ses premières armes professionnelles en D2 avec le FCSM. Monté en Ligue 1, il quitte son club de toujours pour les Girondins de Bordeaux au bout de six mois. Avec Bordeaux, il remporte la Coupe de la Ligue dès sa première saison puis est finaliste de l'Euro espoirs 2002. Au retour d'un prêt d'un an à l'Olympique de Marseille, (où il est finaliste de la coupe de l'UEFA)  il devient international français. Durant la saison 2004-2005, il connaît ses trois seules sélections.
En 2005, Camel Meriem rejoint l'AS Monaco où il évolue quatre saisons mais ne parvient pas à confirmer tout l'espoir placé en lui. Libre à l'été 2009, il met plusieurs mois à trouver un club avant de passer un an à Arles-Avignon puis deux à l'OGC Nice. Il finit sa carrière dans le club chypriote de l'Apollon Limassol de 2013 à 2015.

## Biographie

### Enfance et formation
Camel Meriem commence le football dans son quartier. Malgré son petit gabarit, il est autant à l'aise sur le bitume que sur les pelouses qu'il commence à écumer dès la catégorie poussin avec le FC Sochaux-Montbéliard. Souvent dans les pas de son père, ouvrier à l'usine Peugeot et milieu défensif amateur à Dasle, le petit aux origines kabyles joue tout le temps et développe rapidement des qualités techniques au dessus de la moyenne. Droitier naturel, le frêle meneur de jeu possède une ambidextrie naturelle. Le week-end, le jeune Camel marque but sur but avant d'aller supporter l'équipe fanion des Lions du FCSM au Stade Auguste-Bonal.
À quinze ans, Camel Meriem intègre le centre de formation sochalien où évoluent déjà Pierre-Alain Frau et Benoît Pedretti. Après les « moins de 15 » puis les « moins de 17 ans », il effectue une saison complète avec l'équipe réserve en CFA et, à la fin de la saison obtient son Bac ES.

### Premières saisons professionnelles avec Sochaux
Le 11 novembre 1998, Camel Meriem fait ses premiers pas en première division contre Bastia (2-1). Mais au terme de la saison, Sochaux est relégué en Division 2. Le jeune milieu dispute dix-sept matchs et marque son premier but professionnel. Les débuts en seconde division commence mal pour Meriem : au mois d'août 1999, il est victime d'une rupture des ligaments du genou gauche contre Toulouse.
Il contribue à la remontée de l'équipe en Ligue 1 en mai 2001 et se voit catalogué par les médias comme le « nouveau Zidane ». Désormais les grands clubs français s’intéressent à lui mais les dirigeants francs-comtois le déclarent intransférable. Au mercato d'hiver, l'Olympique lyonnais est acheteur mais, le 6 janvier 2002, Camel choisit les Girondins de Bordeaux pour quatre ans et demi et 7,6 M€.

### Confirmation difficile
Deux jours après son arrivée à Bordeaux, Camel Meriem dispute son premier match à l'occasion du huitième de finale de Coupe de la Ligue contre l'Olympique lyonnais, compétition qu'il remporte à la fin de la saison. Le 20 avril, à l'occasion de la finale contre le FC Lorient au Stade de France, Meriem est l'auteur d'un but et d'une passe décisive lors du succès girondins (3-0).
Mais sous le maillot girondin, Meriem peine à véritablement exploser et à s'imposer comme un élément clé. Prêté en 2003 à l'Olympique de Marseille, il se montre enfin sous son meilleur jour et devient l'un des principaux artisans de l'épopée marseillaise en Coupe UEFA, qui s'achève en finale contre le FC Valence.
De retour aux Girondins de Bordeaux à l'été 2004, Camel Meriem connaît dans la foulée sa première sélection en équipe de France. À chaque fois remplaçant, Camel Meriem se distingue par des rentrées plutôt réussies en seconde période. Mais ces premières prestations encourageantes avec les Bleus tranchent avec une saison globalement ratée avec les Girondins de Bordeaux où Camel Meriem ne se montre que rarement à son avantage.

### Quatre saisons à Monaco
Camel Meriem évolue sous les couleurs de l'AS Monaco à partir de l'été 2005. Souvent transparent, Meriem n'aura jamais réussi à se montrer au niveau. Il sera très décrié par les supporters monégasques pour son irrégularité.
En juin 2009, Camel Meriem quitte l'AS Monaco où il n'aura pas laissé un souvenir impérissable.

### Fin de carrière
Il lui faudra plus de 6 mois pour trouver un nouveau club et il signe le 12 janvier 2010 avec les Blackburn Rovers après plusieurs essais. Quelques jours après, la Ligue anglaise de football invalide le transfert, mettant en cause le nombre important de joueurs étrangers chez les Rovers et le fait que la Ligue compte adopter le « 6 + 5 » (6 Anglais + 5 étrangers). Après moult turpitudes et avoir été refusé par Grenoble, lanterne rouge de la Ligue 1, lors du dernier jour du mercato, il signe le 5 février 2010 à l'Aris Salonique. Il résiliera finalement son contrat en fin de saison.
Le 9 août 2010, Camel Meriem s'engage à l'AC Arles-Avignon pour une saison plus une autre en option. Il y réalise une saison « honorable » malgré le naufrage collectif de son équipe[réf. nécessaire].
Le 4 juin 2011, il signe un contrat de deux ans à l'OGC Nice où il doit porter le numéro 10. Pour son premier match sous les couleurs de Nice, il adresse une passe décisive à Anthony Mounier. Malgré une première saison peu concluante, il retrouve un bon niveau de jeu la saison suivante et marque trois buts lors de la première partie de saison. Néanmoins, peu utilisé par Claude Puel durant la saison 2012-2013 et arrivant en fin de contrat, il est laissé libre par le club niçois en juin 2013.
L'Apollon Limassol annonce le recrutement du joueur. Camel Meriem y a une place importante, car il est souvent titulaire.

### En équipe de France
Après une première partie de saison avec le FC Sochaux, puis une deuxième avec les Girondins de Bordeaux, Camel Meriem est sélectionné pour disputer le Championnat d'Europe espoirs 2002 avec l'équipe de France. la compétition s'achève en finale et une défaite aux tirs-au-but (0-0 tab 1-3).
À l'été 2004, Camel Meriem connaît sa première sélection en équipe de France de football en match amical contre la Pologne en novembre 2004. Ses premières prestations encourageantes avec les Bleus tranchent avec une saison globalement ratée avec les Girondins de Bordeaux.
Il est le seul à porter le no 10 laissé vacant par Zidane, avant son retour. Il n'est plus appelé en Équipe de France à partir de juillet 2005.

## Style de jeu: meneur de jeu technique
Camel Meriem évolue au poste de meneur de jeu. Il se démarque par son aisance rare des deux pieds. Doué d'une technique et d'une vision du jeu au dessus de la moyenne, Meriem excelle dans l'art de faire marquer ses coéquipiers. Psychologiquement, il est réservé, humble et possède une grosse volonté que ce soit pour progresser ou revenir de blessure.
Fan de Zinédine Zidane, il possède avec lui plusieurs points communs. D'origine kabyle, il est meneur de jeu, possède une bonne technique, est timide et réservé et après sa formation rejoint les Girondins de Bordeaux.

## Statistiques
Ce tableau présente les statistiques de Camel Meriem,.
| Saison                | Club                          | Championnat           | Championnat | Championnat | Championnat | Coupe nationale | Coupe nationale | Coupe nationale | Coupe de la Ligue | Coupe de la Ligue | Coupe de la Ligue | Compétition(s) continentale(s) | Compétition(s) continentale(s) | Compétition(s) continentale(s) | Compétition(s) continentale(s) | France | France | France | Total | Total | Total |
| Saison                | Club                          | Division              | M.          | B.          | P.d.        | M.              | B.              | P.d.            | M.                | B.                | P.d.              | Comp.                          | M.                             | B.                             | P.d.                           | M.     | B.     | P.d.   | M.    | B.    | P.d.  |
| 1998-1999             | FC Sochaux-Montbéliard        | D1                    | 18          | 1           | 1           | 2               | 0               | -               | 4                 | 0                 | -                 | -                              | -                              | -                              | -                              | -      | -      | -      | 24    | 1     | 1     |
| 1999-2000             | FC Sochaux-Montbéliard        | D2                    | 17          | 3           | 2           | -               | -               | -               | -                 | -                 | -                 | -                              | -                              | -                              | -                              | -      | -      | -      | 17    | 3     | 2     |
| 2000-2001             | FC Sochaux-Montbéliard        | D2                    | 31          | 3           | 8           | 2               | 0               | 1               | -                 | -                 | -                 | -                              | -                              | -                              | -                              | -      | -      | -      | 33    | 3     | 9     |
| 2001-2002             | FC Sochaux-Montbéliard        | D1                    | 16          | 2           | 2           | 1               | 0               | 1               | 1                 | 0                 | 1                 | -                              | -                              | -                              | -                              | -      | -      | -      | 18    | 2     | 4     |
| Sous-total            | Sous-total                    | Sous-total            | 82          | 9           | 13          | 5               | 0               | 2               | 5                 | 0                 | 1                 | -                              | -                              | -                              | -                              | -      | -      | -      | 92    | 9     | 16    |
| 2001-2002             | Girondins de Bordeaux         | D1                    | 14          | 1           | 0           | 1               | 0               | 0               | 4                 | 1                 | 1                 | -                              | -                              | -                              | -                              | -      | -      | -      | 19    | 2     | 1     |
| 2002-2003             | Girondins de Bordeaux         | Ligue 1               | 33          | 1           | 6           | 4               | 0               | 2               | 2                 | 0                 | 0                 | C3                             | 5                              | 0                              | 0                              | -      | -      | -      | 44    | 1     | 8     |
| jui-aou 2003          | Girondins de Bordeaux         | Ligue 1               | 3           | 0           | 0           | -               | -               | -               | -                 | -                 | -                 | -                              | -                              | -                              | -                              | -      | -      | -      | 3     | 0     | 0     |
| 2003-2004             | Olympique de Marseille (prêt) | Ligue 1               | 31          | 3           | -           | 2               | 0               | -               | 2                 | 0                 | -                 | C1+C3                          | 5+9                            | 0+1                            | 2+1                            | -      | -      | -      | 49    | 4     | 3     |
| 2004-2005             | Girondins de Bordeaux         | Ligue 1               | 33          | 6           | 6           | 2               | 0               | 0               | 1                 | 0                 | 0                 | -                              | -                              | -                              | -                              | 3      | 0      | 0      | 39    | 6     | 6     |
| Sous-total            | Sous-total                    | Sous-total            | 83          | 8           | 12          | 7               | 0               | 2               | 7                 | 1                 | 1                 | -                              | 5                              | 0                              | 0                              | 3      | 0      | 0      | 105   | 9     | 15    |
| 2005-2006             | AS Monaco FC                  | Ligue 1               | 30          | 3           | 7           | 2               | 0               | -               | 4                 | 1                 | -                 | C1+C3                          | 2+6                            | 0                              | 0+1                            | -      | -      | -      | 44    | 4     | 8     |
| 2006-2007             | AS Monaco FC                  | Ligue 1               | 25          | 2           | 2           | 3               | 2               | -               | 1                 | 0                 | -                 | -                              | -                              | -                              | -                              | -      | -      | -      | 29    | 4     | 2     |
| 2007-2008             | AS Monaco FC                  | Ligue 1               | 27          | 2           | 6           | 1               | 0               | 1               | 2                 | 0                 | 0                 | -                              | -                              | -                              | -                              | -      | -      | -      | 30    | 2     | 7     |
| 2008-2009             | AS Monaco FC                  | Ligue 1               | 28          | 1           | 2           | 2               | 0               | 0               | 1                 | 0                 | 0                 | -                              | -                              | -                              | -                              | -      | -      | -      | 31    | 1     | 2     |
| Sous-total            | Sous-total                    | Sous-total            | 110         | 8           | 17          | 8               | 2               | 1               | 8                 | 1                 | 0                 | -                              | 8                              | 0                              | 1                              | -      | -      | -      | 134   | 11    | 19    |
| 2009-2010             | Aris Salonique                | Super League          | 9           | 0           | 1           | 4               | 0               | -               | -                 | -                 | -                 | -                              | -                              | -                              | -                              | -      | -      | -      | 13    | 0     | 1     |
| 2010-2011             | AC Arles-Avignon              | Ligue 1               | 32          | 2           | 5           | 1               | 0               | 0               | 1                 | 0                 | 0                 | -                              | -                              | -                              | -                              | -      | -      | -      | 34    | 2     | 5     |
| 2011-2012             | OGC Nice                      | Ligue 1               | 20          | 0           | 2           | 1               | 0               | 0               | 2                 | 0                 | 0                 | -                              | -                              | -                              | -                              | -      | -      | -      | 23    | 0     | 2     |
| 2012-2013             | OGC Nice                      | Ligue 1               | 24          | 3           | 1           | 2               | 0               | 0               | 3                 | 0                 | 1                 | -                              | -                              | -                              | -                              | -      | -      | -      | 29    | 3     | 2     |
| Sous-total            | Sous-total                    | Sous-total            | 44          | 3           | 3           | 3               | 0               | 0               | 5                 | 0                 | 1                 | -                              | -                              | -                              | -                              | -      | -      | -      | 52    | 3     | 4     |
| 2013-2014             | Apollon Limassol              | First Division        | 34          | 3           | -           | 6               | 1               | -               | -                 | -                 | -                 | C3                             | 6                              | 0                              | 0                              | -      | -      | -      | 46    | 4     | 0     |
| 2014-2015             | Apollon Limassol              | First Division        | 27          | 1           | -           | -               | -               | -               | -                 | -                 | -                 | C3                             | 7                              | 0                              | 0                              | -      | -      | -      | 34    | 1     | 0     |
| Sous-total            | Sous-total                    | Sous-total            | 61          | 4           | -           | 6               | 1               | -               | -                 | -                 | -                 | -                              | 13                             | 0                              | 0                              | -      | -      | -      | 80    | 5     | 0     |
| Total sur la carrière | Total sur la carrière         | Total sur la carrière | 447         | 37          | 51          | 36              | 1               | 5               | 28                | 2                 | 3                 | -                              | 40                             | 1                              | 4                              | 3      | 0      | 0      | 554   | 41    | 63    |

## Reconversion
À la retraite depuis, Camel Meriem pratique aujourd'hui le footgolf. Il pointait à la 58e place du classement FIFG en 2021.
Le 6 juin 2023, il devient champion du monde de footgolf avec l'équipe de France (battant l'Argentine en finale).
Il ouvre, avec David Sauget (comme Meriem, un ancien joueur professionnel du FC Sochaux-Montbéliard), l'Arena 25, un complexe sportif contenant quatre terrains de futsal, deux terrains de squash, un restaurant et un bar lounge.

## Palmarès

### En club
- Vainqueur de la Coupe de la Ligue en 2002 avec les Girondins de Bordeaux
- Champion de France de Division 2 en 2001 avec le FC Sochaux-Montbéliard
- Finaliste de la Coupe de l'UEFA en 2004 avec Olympique de Marseille

### Distinction individuelle
- Trophée du joueur du mois de Ligue 1 UNFP en novembre 2004

### En équipe de France
- 3 sélections entre 2004 et 2005

#### Matchs internationaux
| Matchs internationaux Camel Meriem | Matchs internationaux Camel Meriem | Matchs internationaux Camel Meriem   | Matchs internationaux Camel Meriem | Matchs internationaux Camel Meriem | Matchs internationaux Camel Meriem | Matchs internationaux Camel Meriem                                 |
| #                                  | Date                               | Lieu                                 | Adversaire                         | Résultat                           | Compétition                        | Notes                                                              |
| ---------------------------------- | ---------------------------------- | ------------------------------------ | ---------------------------------- | ---------------------------------- | ---------------------------------- | ------------------------------------------------------------------ |
| 1er                                | 17 novembre 2004                   | Stade de France, Saint-Denis, France | Pologne                            | N 0 - 0                            | Match amical                       | Entre en jeu à la place de Louis Saha à la 65e minute de jeu.      |
| 2e                                 | 9 février 2005                     | Stade de France, Saint-Denis, France | Suède                              | N 1 - 1                            | Match amical                       | Entre en jeu à la place de Ludovic Giuly à la 68e minute de jeu.   |
| 3e                                 | 26 mars 2005                       | Stade de France, Saint-Denis, France | Suisse                             | N 0 - 0                            | Éliminatoires Coupe du monde 2006  | Entre en jeu à la place de Vikash Dhorasoo à la 58e minute de jeu. |